# Thereza
Genre
Synonymes
- Dasypoleptes Mello-Leitão, 1949

Thereza est un genre d'opilions laniatores de la famille des Gonyleptidae.

## Distribution
Les espèces de ce genre sont endémiques du Brésil,. Elles se rencontrent dans les États d'Espírito Santo,  de Rio de Janeiro, de São Paulo, du Paraná et de Santa Catarina.

## Liste des espèces
Selon World Catalogue of Opiliones (19/08/2021) :
- Thereza albiornata Roewer, 1943
- Thereza amabilis Pinto-da-Rocha, 2002
- Thereza murutinga Pinto-da-Rocha & DaSilva, 2012
- Thereza poranga Pinto-da-Rocha, 2002
- Thereza speciosa (Roewer, 1913)

## Publication originale
- Roewer, 1943 : « Über Gonyleptiden. Weitere Weberknechte (Arachn., Opil.) XI. » Senckenbergiana, vol. 26, p. 12–68.